# HTC Incredible S
HTC Incredible S (S710E) 是一款由台湾 HTC Corporation 公司推出的Android智能手机，中文昵称为“惊艳S”，它搭载了Android 2.2 Froyo 操作系统，并于2011年2月15日上市。

在2011年的全球移動通訊大會（MWC 2011）上，HTC公司展出了它们旗下的HTC Desire S和HTC Wildfire S两台手机，并且宣布HTC Incredible S于2011年2月26日在英国首发，由Girls Aloud的Sarah Harding经销。
HTC Incredible S 是 Droid Incredible的升级版。

## 历史

### 开发
在早前, 媒体便透露HTC的新机，代号为 Vivo . 它支持CDMA2000的3G网络，并且将会于2011年5月由运营商Verizon在美国发布。 由于它是 Droid Incredible的升级版，因此也被称为Droid Incredible 2, 而且它也是一款全球手机，可以支持 GSM 和 CDMA 两种网络。

## 硬件

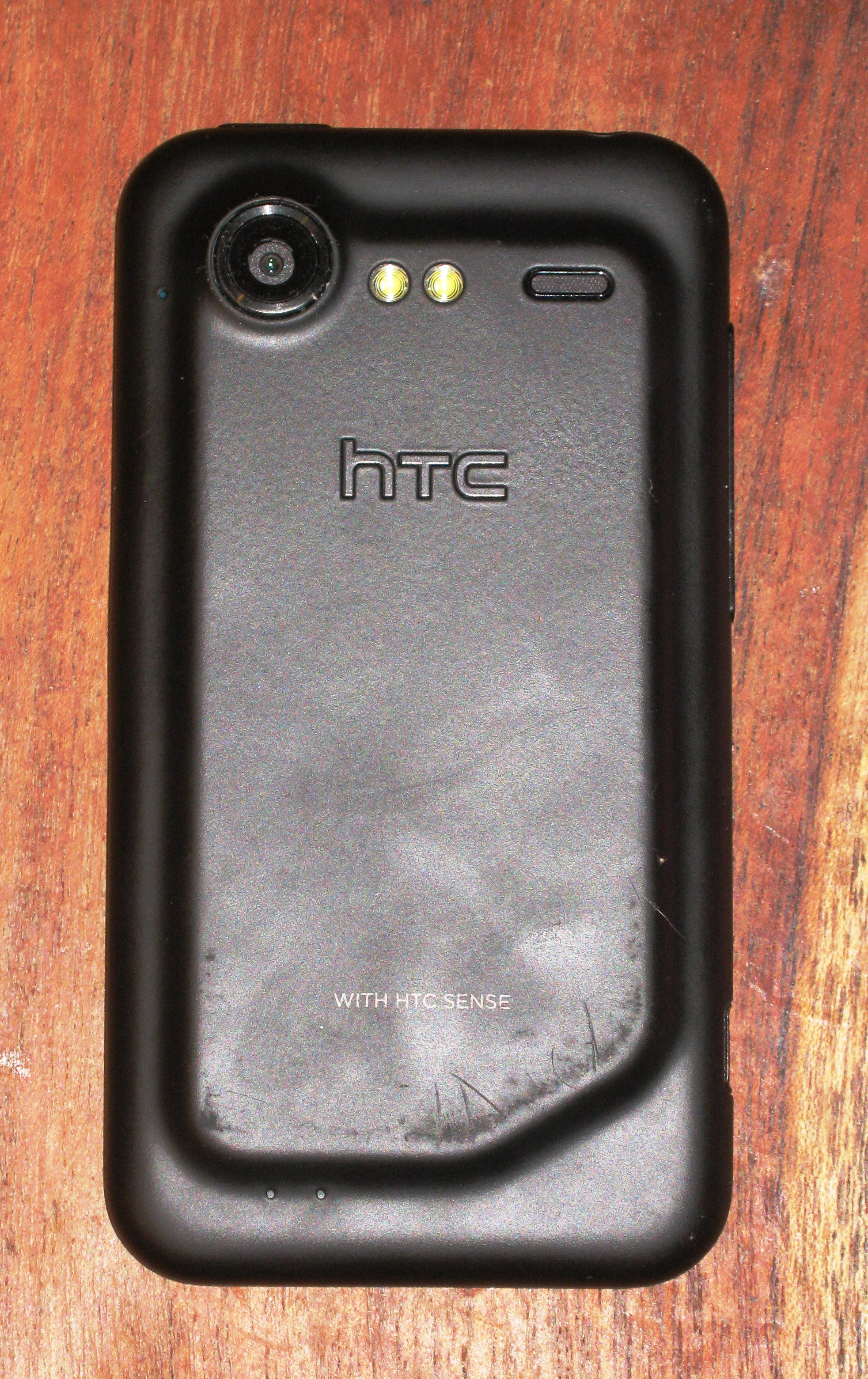
Backside

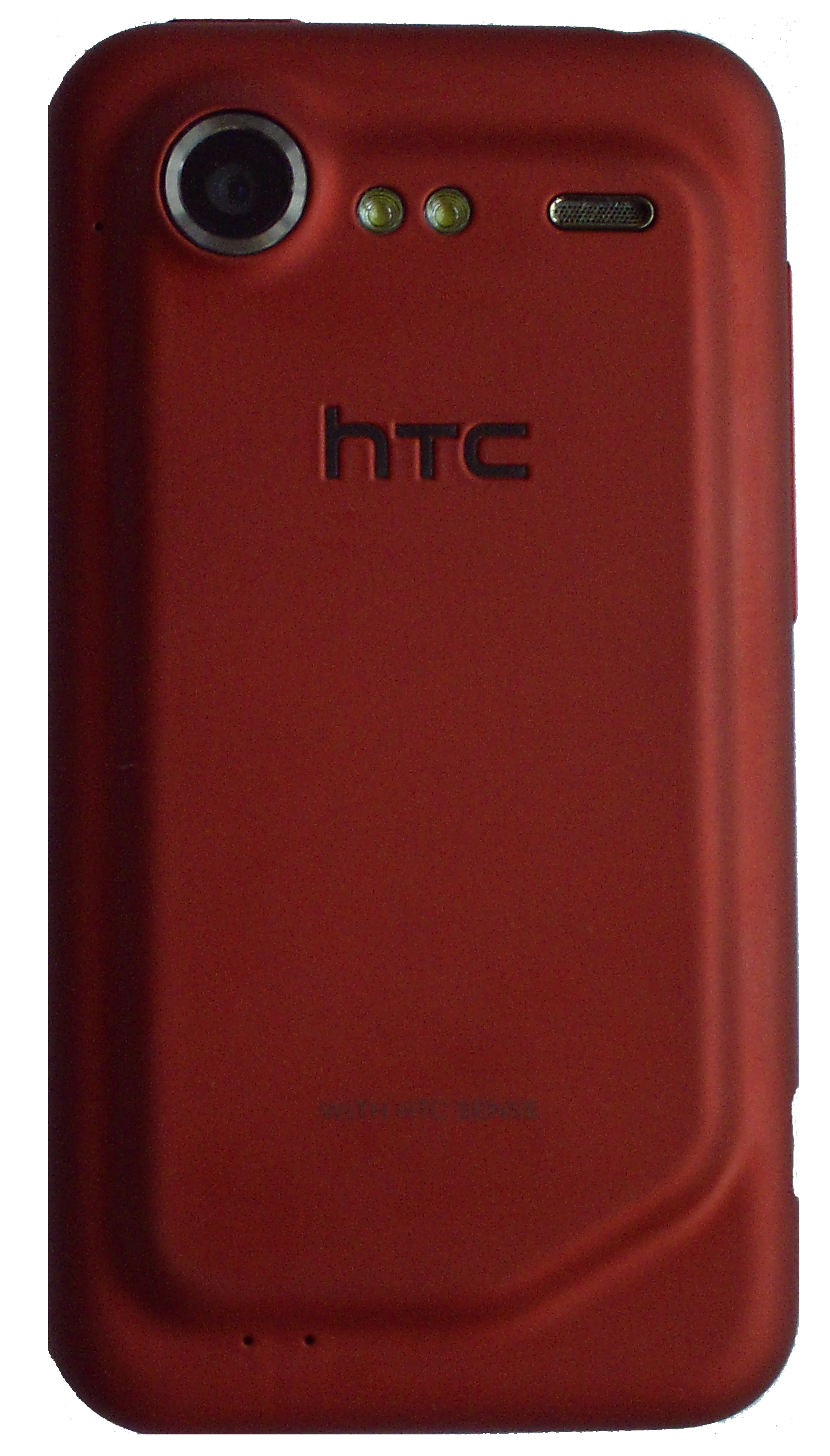
紅色機殼背面

HTC Incredible S 是一款面向高端的智能手机，它拥有一颗 1GHz Snapdragon 高通处理器。在其他硬件方面，它相当于HTC的另一台手机Desire HD的升级版。

在手机后盖方面延续了HTC Incredible的梯田设计，拥有一种立体感。同时磨砂的外壳设计，既能有更好的手感和防滑作用，也不容易髒。采用800万像素的鏡頭，搭配了两个LED闪光灯。外放扬声器明显的安排在了机身上部靠近闪光灯的位置。
机身的物理按键不多，僅有音量调节键與电源键。电源键和耳机插口都採用傳統設計放置在頂端，micro USB接口的采用也是趋向国际化的做法。螢幕為800x480分辨率的SLCD型，在功能按键方面采用了觸控功能按键设计，分别有：主页、菜单、返回和搜索四个按键，很到位的是，功能按键会随着屏幕的方向转变而转变。通話部分支援雙SIM卡。

### 版本差异
HTC Incredible S拥有不同版本。加拿大版本在屏幕四周都有铬金属，欧洲版本和亚太版本部分机型则没有双通道的通话孔、摄像头透镜片、LED闪光灯和立体声扬声器。一个针对香港和新加坡的红色版本也已在产。

## 软件
HTC于2011年第二季度为Incredible S升级到Android 2.3。2012年第二季度更升级至Android 4.0。该机拥有第二代HTC Sense用户界面，后更升级至第三代，内置了全新的全球卫星导航（30天试用），登錄認證碼後則可在該國家永久免費使用。在英国发布的时候，英国的地图也已经包含到了8GB microSD卡内。该机拥有Bootloader，是HTC全新一代智能手机之一。正因如此，该机獲得Root權限的門檻也較高。

### 评测
- Savov, Vlad. . Engadet (Engadet). 2011-03-21  [2011-04-13]. （原始内容存档于2012-05-15）.
- Beavis, Gareth. . TechRadar (TechRadar). 2011-03-09  [2011-04-13]. （原始内容存档于2011-04-10）.
- Graham, Flora. . CNET UK (CNETUK). 2011-03-07  [2011-04-13]. （原始内容存档于2011-02-23）.*
- Bogdan, Ionescu. . GSMPedia.net (GSMPedia.net). 2011-05-02  [2011-05-02]. （原始内容存档于2011-06-10）.